# Orde van Verdienste (Kameroen)
De Orde van Verdienste  van de republiek Kameroen (Frans: "Ordre du Mérite Camerounais") is een moderne orde van verdienste die na de onafhankelijkheid van dat land, dat zich in 1961 van Frankrijk losmaakte, werd ingesteld. De orde werd op 30 november 1972 gesticht door president Ahmadou Ahidjo en heeft vier in plaats van de gebruikelijke vijf graden.
De president van Kameroen is grootmeester van de orde. Een andere bron noemt drie graden en laat de commandeursrang weg.
- Grootlint
- Commandeur
- Officier
- Ridder

De orde wordt toegekend voor verdiensten voor landbouw, veeteelt, handel, kunst, industrie en de krijgsmacht. Een Kameroenees moet 12 jaar in een publieke of voor de samenleving nuttige functie hebben gediend.
Kameroen volgt het Franse systeem van bevorderingen en quota. Een vreemdeling moet vijf jaar in Kameroen hebben gewoond alvorens hij in de orde kan worden opgenomen. Voor diplomaten en andere niet in Kameroen residerende personen gelden geen vaste regels, in hun geval bepaalt het protocol of en in welke graad zij in de orde worden benoemd.
Een ingezetene moet ridder zijn en kan dan na vier jaar worden bevorderd tot officier. Een officier kan na vijf jaar tot grootlint worden bevorderd. Ieder jaar mogen 1000 benoemingen of bevorderingen plaatsvinden. De benoemingen en bevorderingen vinden ieder jaar op 20 mei, de nationale feestdag, plaats.
De orde nam de plaats van de in 1946 ingestelde "ordre du Mérite Camerounais du Territoire du Cameroun" van het onder Frans koloniaal bestuur staande "Territoire du Cameroun" in.

## Versierselen

Lint

Het lint van de orde was in het eerste jaar rood, geel en groen in drie gelijke banen. Sinds 1972 is het egaal geel. Het versiersel kreeg de vorm van een ronde medaille.
Het versiersel is eenvoudig; het is een ronde medaille met een diameter van 60 of 40 millimeter met voor de grootlinten een verhoging in de vorm van een vergulde lauwerkrans. Op de voorzijde is een werkende boer afgebeeld, de keerzijde toonde tot 1972 de woorden «Mérite Camerounais» met het rondschrift "République Fédérale du Cameroun". Tegenwoordig is het opschrift "République Unie du Cameroun" maar ook medailles met de tekst "République du Cameroun" komen voor.

## Draagwijze
- De grootlinten dragen de grote vergulde medaille met daarboven een lauwerkrans aan een 39 millimeter breed lint over de rechterschouder.
- De officieren dragen een verguld bronzen medaille aan een lint met rozet op de linkerborst.
- De ridders dragen een bronzen medaille aan een lint op de linkerborst.